# HDD Bled
HDD Bled (celým názvem: Hokejsko drsalno društvo Bled) je slovinský klub ledního hokeje, který sídlí v Bledu v Hornokraňském regionu. Založen byl v roce 2005. V současné době je klubové zaměření primárně na mládežnické sekci. Mužský oddíl je neaktivní od roku 2012. Klubové barvy jsou červená, černá a žlutá.
Své domácí zápasy odehrává v hale Hokejska dvorana Bled s kapacitou 1 736 diváků.

## Přehled ligové účasti
Zdroj:
- 2010–2012: Slovenska hokejska liga (1. ligová úroveň ve Slovinsku)
- 2010–2012: Slohokej Liga (mezinárodní soutěž)